# Carsten Nørgaard
Carsten Nørgaard (født 3. marts 1963, Frederiksberg) er en dansk skuespiller. Han er uddannet ved The Actors Center i London i 1991, og hans første rolle var i 1988, som den gådefulde Dolphin Man i filmen The Fruit Machine (kendt som Wonderland i USA). Nørgaard optrådte også i Disney film D2: Mighty Ducks (1994). Han spiller også Gunther i 10 afsnit i TV serien Cobra Kai som er en serie ud af filmene Karate Kid.
Nørgaard er i Danmark muligvis mest kendt fra sin rolle i tv-serien fra Rita, hvor han spiller Tom Dyrehave, der er far til Ritas svigerdatter Bitten. I USA er han dog kendt fra roller i særligt en række tv-serier som NCIS og CSI, og måske særligt fra den nylige amerikanske genindspilning af De Tre Musketerer, hvor han spillede sammen med blandt andre Mads Mikkelsen .
Nørgård spillede med i episode 8, sæson 5 af Netflix-serien Cobra Kai. Ligeså i CBS-serien MacGyver i sæson 3 episode 17 som politibetjent.